# Giuseppe Bausilio
Giuseppe Bausilio (Bern, Suiza, 20 de junio de 1997) es un actor, bailarín, y cantante suizo. Es conocido por su interpretación de "Billy" en Broadway, Chicago, y las producciones de National Tour de Billy Elliot el Musical, así como sus actuaciones como "Race" y "Davey" en la producción de Broadway de "Newsies the Musical".. 

## Carrera
Bausilio empezó su carrera profesional actuando en ballets y óperas múltiples en el teatro Bern y el teatro im Kafigturm en su ciudad natal de Bern, Suiza.
Después de quedar tercero en una competición de baile, Bausilio estuvo invitado a la audición para parte de "Billy" en Billy Elliot el Musical. Después de la audición, fue emitido en la producción de Chicago de la serie junto con Cesar Corrales, Tommy Batchelor y J.P. Viernes. Se mantuvo con la producción hasta el 10 de octubre de 2010, momento en el que se unió a la producción del Tour Nacional del espectáculo. 
En mayo de 2011, Bausilio fue anunciado como el próximo "Billy" en la producción de Broadway de Billy Elliot el Musical en sustitución de la partida Jacob Clemente. Bausilio hizo su debut en Broadway en julio, y permaneció con el espectáculo hasta el 6 de noviembre de 2011. Bausilio comenzó actuaciones como "Race" en Newsies el 7 de octubre de 2013.

## Filmografía

### Obras
| Fecha                                                                                    | Producción                 | Función      | Teatro                   | Nota                             |
| ---------------------------------------------------------------------------------------- | -------------------------- | ------------ | ------------------------ | -------------------------------- |
| 2006                                                                                     | Falstaff                   | Little Devil | Teatro Bern              | Bern, Suiza                      |
| 2007                                                                                     | Mazepa                     | Chico        | Teatro Bern              | Bern, Suiza                      |
| 2007                                                                                     | Sleeping Beauty            | The Wolf     | Teatro Bern              | Bern, Suiza                      |
| 2008                                                                                     | Alice en Wonderland        | El Conejo    | Teatro im Kafigturm      | Bern, Suiza                      |
| 2008                                                                                     | El Cascanueces             | Fritz        | Teatro Bern              | Bern, Suiza                      |
| 3 de abril de 2010-10 de octubre de 2010                                                 | Billy Elliot: El Musical   | Billy        | Teatro oriental          | Chicago, Illinois                |
| 30 de octubre de 2010 - 9 de junio de 2011                                               | Billy Elliot: El Musical   | Billy        | Varios Teatros           | Visita nacional                  |
| 3 de julio de 2011 - 6 de noviembre de 2011                                              | Billy Elliot: El Musical   | Billy        | Teatro imperial          | Broadway                         |
| 8 de octubre de 2012 - 4 de noviembre de 2012                                            | La primavera que Despierta | Melchior     | TBG Teatro               | Ciudad de Nueva York, Nueva York |
| 7 de octubre de 2013 - 1 de diciembre de 2013, 3 de junio de 2014 - 22 de agosto de 2014 | Newsies El Musical         | Race         | Teatro Nederlander       | Broadway                         |
| 31 de julio de 2016 - 29 de enero de 2017                                                | Gatos                      | Carbucketty  | Teatro de Simon del Neil | Broadway                         |

### Películas
| Año  | Título                        | Papel                        | Notas        |
| ---- | ----------------------------- | ---------------------------- | ------------ |
| 2011 | First Position                | Él mismo                     | Documental   |
| 2012 | The Kids are up to Something  | Tim                          |              |
| 2013 | The Last December             | Alayah                       |              |
| 2013 | La venganza del hombre muerto | Adolescente con gafas de Sol |              |
| 2016 | Tango on the Balcony          | Abdullah                     | Cortometraje |

### Televisión
| Año       | Título                   | Papel    | Notas        |
| --------- | ------------------------ | -------- | ------------ |
| 2010      | The Oprah Winfrey Show   | Él mismo | Invitado     |
| 2016      | Broadway.com #LiveatFive | Él mismo |              |
| 2016-2017 | The Next Step            | Aflie    | 30 episodios |

## Premios
- Jazz Competition Bern, CH 1.º puesto
- Ravenna Youth America Grand Prix World Ballet Competition 2.º puesto (2008)[12]
- Youth America Grand Prix (Competición de Baile Mundial) 3.º puesto (2009)[13]
- Concour Le Chausson (Competición de Baile del París), 1.º puesto (2009)[14]
- New York Final Youth American Grand Prix World Ballet Competition 3.º puesto (2011)[15]
- Youth America Grand Prix (Competición de Baile Mundial) 3.º puesto (2011)[16]
- outh America Grand Prix (Competición de Baile Mundial) 2.º puesto (2012)
- Competición enm“LES CHAUSSON D’OR” 2.º puesto (2012) (París, FR)